# Instituto Português do Património Arquitetónico
O Instituto Português do Património Arquitectónico (IPPAR) foi o anterior instituto público que durante 15 anos (1992–2007) regulou a classificação do património histórico português, bem como a homologação do nível de protecção.

## História
O IPPAR foi criado em 1992 pelo Decreto-Lei N.º 106-F/92 de 1 de junho, tendo sucedido na universalidade de direitos e obrigações ao Instituto Português do Património Cultural (IPPC) que por sua vez havia sido criado em 1980 pelo Decreto-Lei N.º 59/80 de 3 de abril, integrado na Secretaria de Estado da Cultura, na sequência de uma das suas múltiplas reestruturações.
Em maio de 2006, o Ministério da Cultura investigou a viabilidade da fusão do IPPAR com o Direcção-Geral dos Edifícios e Monumentos Nacionais, cuja origem estaria em possíveis descoordenações e cortes orçamentais.
Em 27 de outubro de 2006 foi publicado o Decreto Lei n.º 215/2006 que funde o Instituto Instituto Português do Património Arquitectónico e o Instituto Português de Arqueologia, dando origem ao Instituto de Gestão do Património Arquitectónico e Arqueológico, I.P. (IGESPAR, I.P.).